# Xanthorrhoea media
Xanthorrhoea media là một loài thực vật có hoa trong họ Thích diệp thụ. Loài này được R.Br. miêu tả khoa học đầu tiên năm 1810.